# Kusala maculata
Kusala maculata är en insektsart som beskrevs av Irena Dworakowska 1981. Kusala maculata ingår i släktet Kusala och familjen dvärgstritar. Inga underarter finns listade i Catalogue of Life.